# Commissioni del Parlamento europeo

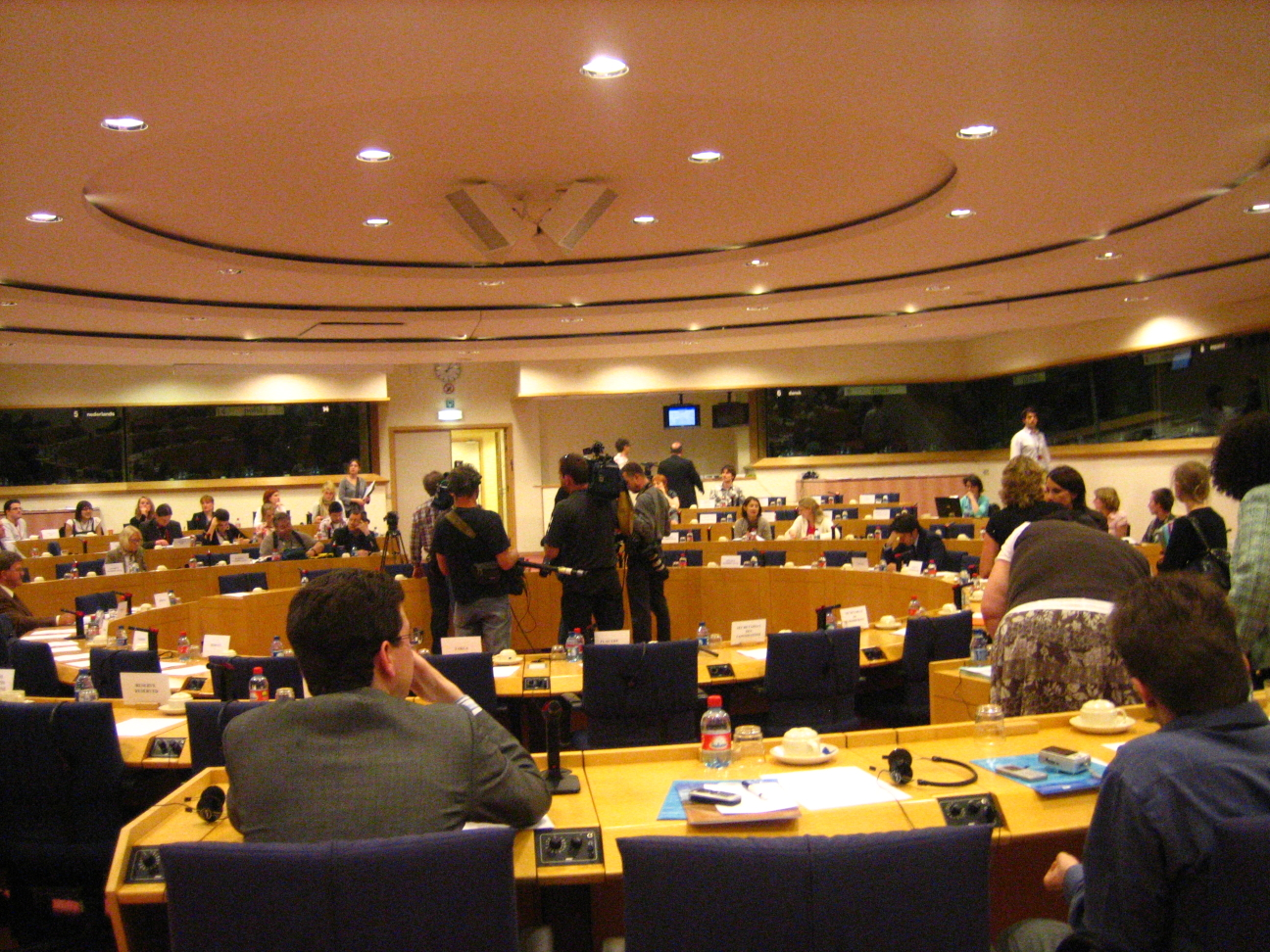
La sala di una commissione

Le commissioni del Parlamento europeo sono formate da gruppi ridotti di eurodeputati. Possono essere permanenti o temporanee. Le commissioni permanenti hanno fra le altre cose un ruolo fondamentale nella procedura legislativa ordinaria. Le commissioni temporanee possono essere speciali o di inchiesta.
Le riunioni delle commissioni si svolgono a Bruxelles e durano una o due settimane ogni mese.

## Formazione
Le commissioni sono formate da membri del parlamento europeo scelti con metodo D'Hondt in maniera tale da rispecchiare la composizione politica dell'aula. Il regolamento parlamentare non prevede invece nulla riguardo alla rappresentanza nelle commissioni degli orientamenti politici interni ai vari gruppi, dei partiti nazionali o in generale delle diverse appartenenze agli stati membri. I fattori più rilevanti per l'assegnazione risultano essere le preferenze personali, l'esperienza professionale e l'importanza dei temi affrontati dalla commissione. Le decisioni sulle assegnazioni vengono prese dai capigruppo.
Le commissioni hanno da 25 a 81 membri titolari ed altrettanti membri supplenti. Ogni commissione elegge un presidente e quattro vice-presidenti, che tutti insieme formano l'ufficio di presidenza della commissione. Tutti i presidenti insieme formano la Conferenza dei presidenti di commissione (CPC).

## Commissioni permanenti
Le commissioni permanenti sono 20 ed ognuna è specializzata su una materia. Possono avere sottocommissioni.
Le commissioni permanenti:
- approvano relazioni di carattere legislativo;
- presentano emendamenti da sottoporre all'aula;
- nominano i membri delle squadre incaricate di negoziare la legislazione dell'Unione europea con il Consiglio;
- approvano relazioni di iniziativa;
- organizzano audizioni con esperti;[5]
- vigilano sull'operato degli altri organismi e istituzioni dell'UE.

Per ogni relazione ogni commissione nomina fra i suoi membri un relatore (rapporteur), che fa delle raccomandazioni alla commissione, e presenterà poi la relazione definitiva in assemblea plenaria. I gruppi politici possono nominare anche dei relatori ombra (shadow rapporteur), per negoziare con il relatore.
La maggior parte della funzione legislativa del Parlamento viene svolta nelle commissioni, e di fatto è nelle commissioni che nella maggior parte dei casi viene decisa la posizione del Parlamento nella sua interezza, anche grazie alle risorse che hanno a disposizione e alla specializzazioni dei membri. Inoltre è nelle commissioni che, in mancanza di una maggioranza parlamentare stabile, viene di volta in volta individuata una maggioranza su ogni proposta.

## Lista delle commissioni
Questa è una lista delle commissioni permanenti e dei rispettivi presidenti (aggiornata a luglio 2024).
| Commissione                                      | Acronimo | Presidente                    | Gruppo    |
| ------------------------------------------------ | -------- | ----------------------------- | --------- |
| Affari esteri                                    | AFET     | David McAllister              | PPE       |
| Diritti dell'uomo (sottocommissione)             | DROI     | Mounir Satouri                | Verdi/ALE |
| Sicurezza e difesa (sottocommissione)            | SEDE     | Marie-Agnes Strack-Zimmermann | RE        |
| Sviluppo                                         | DEVE     | Barry Andrews                 | RE        |
| Commercio internazionale                         | INTA     | Bernd Lange                   | S&D       |
| Bilanci                                          | BUDG     | Johan Van Overtveldt          | ECR       |
| Controllo dei bilanci                            | CONT     | Niclas Herbst                 | PPE       |
| Problemi economici e monetari                    | ECON     | Aurore Lalucq                 | S&D       |
| Questioni fiscali (sottocommissione)             | FISC     | Pasquale Tridico              | GUE/NGL   |
| Occupazione e affari sociali                     | EMPL     | Li Andersson                  | GUE/NGL   |
| Ambiente, sanità pubblica e sicurezza alimentare | ENVI     | Antonio Decaro                | S&D       |
| Sanità pubblica (sottocommissione)               | SANT     | Adam Jarubas                  | PPE       |
| Industria, ricerca e energia                     | ITRE     | Borys Budka                   | PPE       |
| Mercato interno e protezione dei consumatori     | IMCO     | Anna Cavazzini                | Verdi/ALE |
| Trasporti e turismo                              | TRAN     | Elissavet Vozemberg-Vrionidi  | PPE       |
| Sviluppo regionale                               | REGI     | Adrian-Dragoș Benea           | S&D       |
| Agricoltura e sviluppo rurale                    | AGRI     | Veronika Vrecionová           | ECR       |
| Pesca                                            | PECH     | Carmen Crespo                 | PPE       |
| Cultura e istruzione                             | CULT     | Nela Riehl                    | Verdi/ALE |
| Giuridica                                        | JURI     | Ilhan Kyuchyuk                | RE        |
| Libertà civili, giustizia e affari interni       | LIBE     | Javier Zarzalejos             | PPE       |
| Affari costituzionali                            | AFCO     | Sven Simon                    | PPE       |
| Diritti della donna e uguaglianza di genere      | FEMM     | Lina Gálvez                   | S&D       |
| Petizioni                                        | PETI     | Bogdan Rzońca                 | ECR       |

## Commissioni speciali e di inchiesta
Le commissioni speciali e di inchiesta sono temporanee.
Le commissioni speciali si occupano ognuna di una questione specifica. Un esempio è la commissione sulle misurazione delle emissioni nel settore automobilistico (EMIS) che è stata istituita il 17 dicembre 2015 e ha chiuso i lavori il 2 agosto 2016
Quelle d'inchiesta indagano su casi di infrazione o applicazione inadeguata del diritto comunitario. Un esempio è la commissione su riciclaggio di denaro, elusione fiscale ed evasione fiscale (PANA) istituita nel 2016 in seguito allo scandalo dei Panama Papers.

## Relazione di iniziativa
Le commissioni parlamentari normalmente elaborano relazioni solo quando gli viene sottoposta una questione dall'assemblea plenaria. Qualora invece una commissione intenda elaborare una relazione su un argomento di sua competenza e presentare al riguardo una proposta di risoluzione al Parlamento, senza che a essa sia stata deferita una consultazione o una richiesta di parere, deve notificarla alla Conferenza dei presidenti di commissione (CPC) e quindi chiedere l'autorizzazione della Conferenza dei presidenti, che può respingere la richiesta motivando. Questo tipo di relazione prende il nome di "relazione di iniziativa" o "relazione di propria iniziativa" (in inglese Own Initiative reports o INI reports).

### Tipi
La conferenza dei presidenti ha previsto 5 tipi di relazioni di iniziativa:
Relazioni di iniziativa di carattere legislativo
Nell'ordinamento dell'UE la Commissione europea ha il monopolio dell'iniziativa legislativa. Il Parlamento però può chiedere alla Commissione di presentare adeguate proposte sulle questioni per le quali reputa necessaria l'elaborazione di un atto dell'Unione ai fini dell'attuazione dei trattati. All'interno del Parlamento queste proposte possono essere presentati da singoli deputati o da gruppi di deputati (fino a 10) al Presidente, che, se vi sono i requisiti giuridici, la assegna alla commissione competente per l'esame. La risoluzione deve essere approvata a maggioranza dei deputati che compongono il Parlamento nella votazione finale.
Relazioni strategiche
Elaborate sulla base di iniziative strategiche e prioritarie non legislative figuranti nel programma di lavoro della Commissione.
Relazioni di iniziativa di carattere non legislativo
Non elaborate sulla base di un documento di un'altra istituzione o organo dell'Unione europea, o elaborate sulla base di un documento trasmesso al Parlamento per conoscenza. Il documento di base deve essere un documento ufficiale emanato da una istituzione o da un organo dell'Unione europea in tutte le lingue dell'UE e deve:
1. essere stato trasmesso ufficialmente al Parlamento europeo per consultazione o conoscenza, ovvero
2. essere stato pubblicato nella Gazzetta ufficiale dell'Unione europea nell'ambito delle consultazioni con le parti interessate, ovvero
3. essere stato ufficialmente presentato al Consiglio europeo.

La domanda di autorizzazione deve essere presentata entro i quattro mesi successivi all'inoltro del documento in questione al Parlamento europeo o alla sua pubblicazione nella Gazzetta ufficiale dell’Unione europea .
Relazioni annuali di attività e di monitoraggio
Sono elencate in un allegato. Ad esempio: 
- Commissione per gli affari esteri su diritti umani nel mondo;
- Commissione giuridica su applicazione del diritto dell'UE, dei principi di sussidiarietà e proporzionalità;
- Commissione per lo sviluppo sull'attività dell'Assemblea parlamentare paritetica ACP-UE;
- Commissione per le libertà civili, la giustizia e gli affari interni sulla situazione dei diritti fondamentali nell'Unione europea;
- Commissione per i diritti della donna e l'uguaglianza di genere su parità tra uomini e donne nell'Unione europea.

Relazioni di attuazione
Sul recepimento della legislazione dell'Unione nel diritto nazionale e sulla relativa attuazione e applicazione negli Stati membri. Possono essere elaborate da ogni commissione in qualsiasi momento.

### Contingentamento
Le relazioni strategiche, quelle di carattere non legislativo e quelle annuali di attività e di monitoraggio sono soggette a contingentamento: durante la prima metà di una legislatura, ogni commissione parlamentare può elaborare simultaneamente fino a sei relazioni di iniziativa; durante la seconda metà di una legislatura, ogni commissione parlamentare può elaborare simultaneamente fino a tre relazioni di iniziativa. Questi numeri sono aumentati per le commissioni che hanno sottocommissioni (attualmente solo AFET).